# ECHO (Commission européenne)
 (mai 2024).
Pour les articles homonymes, voir Écho.
La direction générale pour la protection civile et les opérations d'aide humanitaire européennes (ECHO) est le département de la Commission européenne chargé de l'aide humanitaire et de la protection civile à l'échelle internationale. Il était connu sous le nom d'Office humanitaire de la Communauté européenne, puis du Service de l'aide humanitaire et de la protection civile.

Logo francophone du programme d'aide humanitaire d'ECHO.

En 2013, l'Union européenne (UE) a dégagé 1,35 milliard d'euros pour financer les opérations de secours d'urgence menées par l'entremise d'ECHO. Chaque année depuis 2000 (données disponibles jusqu'à 2012), l'Union européenne a été le deuxième plus grand bailleur d'aide humanitaire au monde. En comptant les actions de ses États membres, elle est même le plus grand prestataire d'aide humanitaire de la planète, avec plus de 50 % de l'aide totale apportée dans le monde en 2009. Les projets financés par ECHO aident tous les ans plus de 120 millions de personnes dans 90 pays.
ECHO ne met pas lui-même en œuvre les programmes d'aide humanitaire, mais agit en finançant les opérations menées à travers un réseau de plus de 200 partenaires (composé d'ONG, d'agences des Nations unies et d'organisations internationales telles que la Croix-Rouge/le Croissant-Rouge). En 2013, ECHO comptait 44 antennes dans 39 pays, 149 experts humanitaires internationaux et 315 agents nationaux. Les antennes permettent une analyse précise et à jour des besoins existants et prévisionnels dans une région ou un pays et contribuent au développement de stratégies d'intervention et à l'élaboration de politiques, apportent une assistance technique aux missions financées par ECHO, s'assurent d'un contrôle adéquat des interventions et facilitent la coordination des prestataires sur le terrain.
En plus du financement de l'aide humanitaire, ECHO est également responsable du mécanisme de protection civile de l'UE. Établi en 2001, ce mécanisme encourage la coopération entre les autorités de protection civile nationales en Europe.  Actuellement, 31 pays sont membres de ce mécanisme, dont les 27 États membres de l'UE, l'Islande, la Norvège et l'ancienne république yougoslave de Macédoine. Ce mécanisme a été mis en place pour permettre aux pays participants d'apporter une assistance coordonnée aux victimes de catastrophes naturelles ou d'origine humaine en Europe et ailleurs.
Lorsque l'UE a reçu le prix Nobel de la paix 2012, la commission Barroso a décidé d'utiliser, au nom de l'Union européenne, le montant de ce prix pour mettre sur pied une nouvelle initiative baptisée « Les enfants de la paix ». Environ 2 millions d'euros ont été dégagés pour les projets menés dans ce cadre en 2013. Cette somme a été portée à 4 millions d'euros en 2014.

## Histoire
L'Office humanitaire de la Communauté européenne (ECHO) a été fondé en 1992 par la deuxième commission Delors. L'office est devenu la Direction générale de l'aide humanitaire en 2004. En 2009, le bureau a été rebaptisé service d'aide humanitaire et de protection civile de la Commission européenne ou de l'Union européenne, mais a néanmoins conservé son acronyme ECHO. 
La désignation en 2010 d'une nouvelle commissaire chargée de la coopération internationale, de l'aide humanitaire et de la réponse aux situations de crise s'inscrit dans le cadre des articles 214 et 196 du traité de Lisbonne, où l'aide humanitaire et la protection civile occupent une place prépondérante. La dénomination officielle d'ECHO a alors été modifiée en direction générale Aide chargé de l'humanitaire et de la protection civile. La transformation du département comprenait notamment le transfert de l'unité de protection civile de la direction générale de l'Environnement. Cette évolution est considérée comme un pas en avant vers une meilleure coopération et un meilleur processus de prise de décision dans un domaine où la réactivité est d'une importance vitale. 
Le mécanisme de protection civile de l'UE a également conduit à l'ouverture d'un nouveau Centre de coordination de la réaction d'urgence (ERCC), une plate-forme de protection civile chargée du suivi des catastrophes naturelles et de l'amélioration de la préparation et de la résilience des pays les plus exposés. Le dernier recours au mécanisme de protection civile de l'UE remonte aux dernières inondations en Bosnie-Herzégovine et en Serbie.

## Mission et principes
Dans le domaine de l'aide humanitaire, la mission d'ECHO est de fournir une aide et des secours d'urgence (sous la forme de matériel, de nourriture et de services) aux victimes de conflits et de catastrophes naturelles ou d'origine humaine en dehors du territoire de l'Union européenne. La mission d'ECHO s'étend également à la prévention des catastrophes naturelles et aux missions après-crise.
L'aide humanitaire de la Commission européenne est fondée sur les principes d'humanité, d'impartialité, de neutralité et d'indépendance. Sa mise en œuvre dépend de l'application du droit international humanitaire (DIH). Humanité signifie que toute personne doit être traitée humainement en toutes circonstances, une attention particulière devant être accordée aux personnes les plus vulnérables de la population. Neutralité signifie que l'aide humanitaire ne doit favoriser aucun parti d'un conflit armé ou de tout autre conflit. Impartialité signifie que l'aide humanitaire doit être fournie sur la seule base des besoins, sans discrimination. L'indépendance est l'autonomie des objectifs humanitaires par rapport aux objectifs politiques, économiques, militaires ou autres.
En 2007, à l'initiative du commissaire Louis Michel, la Commission européenne a adopté un « Consensus européen sur l'aide humanitaire » afin de rédiger le tout premier texte politique européen de référence en matière d'aide humanitaire. Les ONG ont activement participé à l'avant-projet de ce Consensus européen, qui peut être considéré comme « le texte le plus complet et le plus proche de la position commune des ONG ». Le Consensus européen réaffirme les principes humanitaires d'humanité, de neutralité, d'impartialité et d'indépendance. Le texte stipule également que « l'aide humanitaire n'est pas un outil de gestion de crise ».
En 2012, ECHO a mis au point la première révision du Consensus depuis sa fondation afin de souligner le besoin de renforcer les partenariats en présence à travers une sélection de qualité des partenaires et en garantissant une meilleure responsabilisation à l'égard des citoyens et des parties prenantes.
Au cours de cette même année, ECHO et d'autres donateurs ont travaillé avec le Comité permanent inter-organisations des Nations unies (CPI) en vue de la création d'un Agenda transformatif. Les principes de leadership humanitaire, de responsabilisation et de coordination ont fait l'objet d'un accord conjoint afin d'améliorer la rapidité, l'efficience et l'efficacité de la réponse humanitaire sur le terrain. La protection civile a aussi été intégrée au mandat d’ECHO d'afin d'assurer une meilleure protection et une meilleure coopération lors des catastrophes naturelles entre les pays tiers et régionaux et les organisations internationales.

## Législation
Depuis l'entrée en vigueur du traité de Lisbonne, l'action humanitaire de l'Union européenne est régie par l'article 214 du traité sur le fonctionnement de l'Union européenne. L'aide humanitaire y est ainsi définie comme une compétence parallèle partagée: cela signifie que l'Union applique une politique autonome, qui n'empêche pas les États membres d'exercer leurs compétences et qui ne fait pas non plus de la politique de l'UE un instrument complémentaire aux politiques qu'ils mènent individuellement.
Jusqu'alors, l'aide humanitaire était basée, par défaut, sur l'article 179 du Traité CE (politique de développement). Elle faisait jadis partie du portefeuille du commissaire au Développement de la première commission Barroso, à savoir d'abord Louis Michel et ensuite Karel De Gucht. Le traité de Lisbonne a intégré pour la première fois l'aide humanitaire en tant que politique à part entière du traité de l’UE. 
Comme le stipule l'article 214, les missions de l'Union européenne dans ce domaine ont pour objet de fournir une aide et des secours d'urgence aux habitants de pays tiers victimes de conflits et de catastrophes naturelles ou d'origine humaine. L'article 214 réitère également les principes de l'aide humanitaire, à savoir le respect des principes du droit international et d’humanité, d'impartialité, de neutralité et de non-discrimination.
La Commission a adopté une nouvelle réglementation en 2013 sur le mécanisme de protection civile de l'UE, qui garantit une meilleure coordination et une meilleure assistance en vue de l'amélioration de l'efficacité de la prévention, de la préparation et des systèmes d'intervention lors des catastrophes. La législation a ainsi entériné la mise en œuvre d'une réserve volontaire anticipée de capacités et d’outils d'intervention des États membres, de même qu'un réseau de formation pour les premiers intervenants et une nouvelle méthode de gestion des risques de catastrophe naturelle avec le concours de 31 États participants.
Le traité de Lisbonne implique également la mise en œuvre d'un Corps volontaire européen d'aide humanitaire (article 214 du traité sur le fonctionnement de l'UE), qui accueille les Européens désireux d'être directement impliqués dans l'action humanitaire.

## Budget
En 2013, le budget d'ECHO alloué à l'aide humanitaire s'est élevé à moins d'un pour cent de l'ensemble du budget de l'Union européenne. La Commission européenne a par ailleurs utilisé sa réserve d'aide d'urgence pour faire face aux crises et aux catastrophes inattendues. Avec ces réserves, le budget total ainsi alloué a atteint en 2013 quelque 1,35 milliard d'euros. Sur le plan de l'aide humanitaire, ECHO a porté assistance à plus de 124 millions de personnes dans 90 pays en dehors de l'Union européenne, dont 39 étaient considérés comme étant en situation de crise. Pour la protection civile, le mécanisme a été activé à 36 reprises en 2013 pour des crises au sein et en dehors des frontières de l'Union.
La plus grande part des fonds a été allouée au domaine alimentaire et nutritionnel (40 %). Viennent ensuite la santé et le secteur médical (dont l'assistance psychosociale) (13 %), l'eau et l'assainissement (13 %), les abris (19 %) et la protection au sens large (7 %). ECHO a alloué 3 % du budget de 2013 à la préparation aux catastrophes, soit moins qu'en 2012. La civile représentait 2 % du budget d'ECHO.
En 2013, 40 % du budget ont été consacrés aux pays d'Afrique, 18 % à l'Asie, à l'Amérique latine et à la zone des Caraïbes et du Pacifique, et 32 % au Moyen-Orient et au bassin méditerranéen. 
L'aide au développement a quant à elle atteint un sommet historique en 2010. Avec l'aide accordée par les États membres individuellement, l'Union a été le plus grand bailleur de fonds au monde dans ce secteur. Des 9,8 milliards d'euros de fonds consacrés à l'aide humanitaire à l'échelle mondiale en 2010, 41 % étaient en effet d'origine européenne.
Le budget adopté pour 2014 enregistre près de 1 milliard d'euros d'engagements pour l'aide humanitaire et la protection civile.

## Stratégie
ECHO a pour mission de sauver et de préserver des vies dans les situations d'urgence et de post-urgence dans le cadre de catastrophes naturelles ou d'origine humaine. Conformément à ces principes, la Commission s'est engagée à préparer chaque année un document stratégique afin de coordonner et programmer les activités humanitaires de façon efficace et d'adopter une approche impartiale et appropriée en fonction des besoins.
En 2013, ECHO prévoyait de concentrer son action humanitaire dans quelque 90 pays. Le service a identifié cinq missions humanitaires prioritaires dans la région sahélienne de l'Afrique de l'Ouest, dont des interventions supplémentaires en réponse au conflit au Mali (82 millions d'euros), au Soudan et au Soudan du Sud (80 millions d'euros), en république démocratique du Congo (54 millions d'euros), au Pakistan (42 millions d'euros) et en Somalie (40 millions d'euros). Quarante pour cent de l'aide humanitaire d'ECHO sont par ailleurs destinés à l'Afrique subsaharienne.
Le budget de la réserve a été utilisé afin de répondre aux crises humanitaires majeures en Syrie, au Mali, dans la région du Sahel, au Soudan du Sud, en république démocratique du Congo, en Birmanie et aux Philippines. ECHO a aussi apporté son aide aux victimes de crises « oubliées » au Bangladesh, en Colombie, au Yémen, en Algérie, au Pakistan et en Birmanie.
Le centre de coordination de la réponse d'urgence ERCC lui permet de suivre l'actualité, de réceptionner en temps réel les demandes d'aide et de coordonner les missions d'entraide et de protection civile avec ses partenaires locaux et internationaux.

## Volontaires de l’aide de l’UE
La Commission européenne a lancé une initiative visant à créer plus de 18 000 postes pour les citoyens désireux de s'impliquer sur une base volontaire dans la cause humanitaire en intervenant dans des situations de crise à l'échelle mondiale entre 2014 et 2020. L'initiative a pour objet de les former ensemble dans le cadre d'un programme de formation européen avant leur déploiement au sein d'organisations humanitaires certifiées. Un soutien financier, se concentrant sur l'amélioration de la résilience et des capacités de protection civile, a été convenu pour cinq projets pilotes impliquant approximativement 150 volontaires en 2012.
Le Parlement européen (PE) a approuvé l'initiative en février 2014. Les postes de volontaires comprennent un déploiement lors des missions humanitaires financées par Union européenne à travers le monde, dans le cadre d'une collaboration sur le terrain avec des organisations humanitaires sur le territoire de l'UE ou d'une assistance à distance via internet.
Les ONG participantes passent par un processus de certification afin de s'assurer qu'elles respectent les normes européennes en matière de volontariat.

## Opinion publique
Une enquête Eurobaromètre spéciale sur l'aide humanitaire menée en 2012 révèle un niveau élevé de solidarité de la population européenne envers les victimes de catastrophes naturelles et de conflits en dehors de leurs frontières. Neuf citoyens européens sur dix pensent ainsi « qu'il est important que l'Union européenne finance l'aide humanitaire en dehors de ses frontières » et huit citoyens sur dix estiment « qu'une action coordonnée de l'Union européenne en matière de protection civile est plus efficace que les actions menées individuellement par les pays qui la constituent. »

## Compléments